# Savara brunnea
Savara brunnea är en fjärilsart som beskrevs av Moore 1882. Savara brunnea ingår i släktet Savara och familjen nattflyn. Inga underarter finns listade.